# 等唇線鰭電鰻
等唇線鰭電鰻，為輻鰭魚綱電鰻目線鰭電鰻科的其中一種，為熱帶淡水魚，分布於南美洲哥倫比亞Magdalena河流域，體長可達44.1公分，棲息在底中層水域，生活習性不明。